# Askedals naturreservat
Askedals naturreservat är ett naturreservat i Valdemarsviks kommun i Östergötlands län.
Området är naturskyddat sedan 2022 och är 26 hektar stort. Reservatet ligger väster om Valdemarsvik och består av gammal tallskog.